# Старосельская волость (Карачевский уезд)
Старосе́льская волость — административно-территориальная единица в составе Карачевского уезда.
Административный центр — село Старое.

## История
Волость образована в ходе реформы 1861 года. Значительную часть территории волости занимали леса.
Около 1918 года Старосельская волость вошла в состав новообразованной Алехинской волости.
Ныне территория бывшей Старосельской волости находится в Хотынецком районе Орловской области.

## Состав волости
В 1887 году в состав Старосельской волости входило село Старое, сельцо Коссы и деревни: Б.Полькевичи, М.Полькевичи, Буки, Гоща, Староселье (Верховье), Радовище, М.Трубечина, Б.Трубечина, Великие Ляды, Суханка, Пасека (Поповка), Абельна, Пырятинка, Алехина, Жудрь.
Крупнейшим населённым пунктом волости являлась деревня Алехина.